# 賴茨維爾 (喬治亞州)
賴茨維爾（英語：Wrightsville）是一個位於美國喬治亞州約翰遜縣的城市。根據2010年美國人口普查，該地人口為3757人，而該地的面積約為9.30平方千米。同時該地也是約翰遜縣的縣治。

## 地理
賴茨維爾的座標為32°43′30″N 82°43′13″W / 32.72500°N 82.72028°W，而該地的平均海拔高度為105米（即344英尺）。